# Магнітний (Курська область)
Магнітний (рос. Магнитный) — робітниче селище в Желєзногорському районі Курської області Російської Федерації.
Населення становить 1516 осіб. Входить до складу муніципального утворення посёлок Магнитный.

## Історія
Населений пункт розташований на території українського етнічного та культурного краю Східна Слобожанщина.
Від 2004 року входить до складу муніципального утворення посёлок Магнитный.

## Населення
| 1979  | 1989  | 2002  | 2009  | 2010  | 2012  | 2013  |
| ----- | ----- | ----- | ----- | ----- | ----- | ----- |
| 200   | ↗2176 | ↗2359 | ↘1985 | ↘1964 | ↘1904 | ↘1845 |
| 2014  | 2015  | 2016  | 2017  | 2018  | 2019  | 2020  |
| ↘1787 | ↘1756 | ↘1692 | ↘1671 | ↘1601 | ↗1603 | ↘1557 |
| 2021  |       |       |       |       |       |       |
| ↘1516 |       |       |       |       |       |       |